# Kerby Rychel
Kerby Dayne Rychel (* 7. Oktober 1994 in Torrance, Kalifornien) ist ein ehemaliger US-amerikanisch-kanadischer Eishockeyspieler, der im Verlauf seiner aktiven Karriere zwischen 2010 und 2020 unter anderem über 320 Spiele in der American Hockey League (AHL) auf der Position des linken Flügelstürmers bestritten hat. Darüber hinaus absolvierte Rychel weitere 43 Partien für die Columbus Blue Jackets, Canadiens de Montréal und Calgary Flames in der National Hockey League (NHL). Sein Vater Warren Rychel war ebenfalls professioneller Eishockeyspieler.

## Karriere
Rychel kam in Torrance im US-Bundesstaat Kalifornien zur Welt, während sein Vater Warren Rychel bei den Los Angeles Kings aktiv war. Der Stürmer spielte während seiner Juniorenzeit zunächst mit Beginn der Saison 2010/11 bei den Mississauga St. Michael’s Majors aus der Ontario Hockey League, die ihn dem Ligakonkurrenten Barrie Colts kurz vor Saisonbeginn abgeworben hatten. Er verließ die St. Michael’s Majors allerdings schon wieder im Januar 2011, nachdem sein Vater ihn in seiner Funktion als General Manager der Windsor Spitfires in einem Transfergeschäft in das Team geholt hatte. Bei den Spitfires fasste der Angreifer zum Start der Spielzeit 2011/12 Fuß in der OHL und war in den beiden Spielzeiten bis zum Sommer 2013 jeweils Topscorer der Spitfires. In der Saison 2013/14 führte er Windsor als Mannschaftskapitän aufs Eis, allerdings wurde er im Januar 2014 gemeinsam mit Nick Ebert zum Titelanwärter Guelph Storm transferiert. Im Gegenzug erhielt Windsor acht Wahlrechte in der OHL Priority Selection zwischen den Jahren 2014 und 2018 sowie einen weiteren Spieler. Die Storm gewannen am Saisonende mit der Hilfe von Rychel, der Topscorer der Play-offs war, den J. Ross Robertson Cup. Im anschließenden Memorial Cup scheiterten die Storm im Finale an den Edmonton Oil Kings aus der Western Hockey League.
Nachdem Rychel bereits im NHL Entry Draft 2013 in der ersten Runde an 19. Stelle von den Columbus Blue Jackets aus der National Hockey League ausgewählt und Ende Dezember 2013 unter Vertrag genommen worden war, wechselte er zu Beginn der Saison 2014/15 in den Profibereich. Zunächst lief er für Columbus’ Farmteam Springfield Falcons in der American Hockey League auf. Im Saisonverlauf kam er aber auch zu fünf Einsätzen für die Blue Jackets in der NHL. Im folgenden Spieljahr teilten sich seine Einsätze in etwa zu gleichen Teilen zwischen der NHL und AHL, wo er nun für den neuen Kooperationspartner Lake Erie Monsters spielte, auf. Mit den Monsters errang er am Saisonende den traditionsreichen Calder Cup. Nach zwei Jahren im Franchise der Blue Jackets wurde der Stürmer Ende Juni 2016 im Tausch für Scott Harrington und ein konditionales Fünftrunden-Wahlrecht im NHL Entry Draft 2017 an die Toronto Maple Leafs abgegeben. Bereits im Saisonverlauf hatte Rychel darum gebeten, zu einem anderen Team transferiert zu werden, da er mit der Anzahl seiner Einsätze in der NHL nicht zufrieden war. Bei den Kanadiern wurde er mit Beginn der Spielzeit 2016/17 im Farmteam Toronto Marlies in der AHL eingesetzt.
Nach eineinhalb Jahren in Toronto und ohne in der NHL für die Maple Leafs aktiv gewesen zu sein, wurde er im Februar 2018 samt Rinat Walijew und einem Zweitrunden-Wahlrecht im NHL Entry Draft 2018 an die Canadiens de Montréal abgegeben. Im Gegenzug wechselten Tomáš Plekanec und Kyle Baun nach Toronto, während die Canadiens weiterhin 50 % von Plekanec’ Gehalt übernahmen. Die Canadiens trennten sich bereits im August 2018 von Rychel, als sie ihn im Tausch für Hunter Shinkaruk zu den Calgary Flames transferierten. Mit der Ausnahme von zwei Partien für Calgary verbrachte der Stürmer die gesamte Spielzeit 2018/19 im Farmteam Stockton Heat. Sein auslaufender Vertrag wurde im Anschluss nicht verlängert, sodass er Ende Juli 2019 als Free Agent zum Örebro HK aus der Svenska Hockeyligan wechselte. Knapp einen Monat später gab Örebro ihn bereits wieder frei, ohne einen Pflichtspieleinsatz absolviert zu haben, sodass er sich Neftechimik Nischnekamsk aus der Kontinentalen Hockey-Liga (KHL) anschloss. Nach ebenfalls einem Monat und sieben KHL-Partien dort kehrte er letztlich nach Nordamerika zurück, indem er im November 2019 einen Einjahresvertrag bei den Charlotte Checkers aus der AHL unterzeichnete. Nach der Erfüllung des Kontrakts zog sich der 25-Jährige aus dem Profisport zurück.

### International
Rychel spielte im Juniorenbereich für Kanada bei der World U-17 Hockey Challenge 2011, dem Ivan Hlinka Memorial Tournament 2011 sowie der U18-Junioren-Weltmeisterschaft 2012 und der U20-Junioren-Weltmeisterschaft 2014. Dabei gewann der Flügelstürmer bei der World U-17 Hockey Challenge und dem Ivan Hlinka Memorial Tournament die Goldmedaille. Bei der U18-Junioren-Weltmeisterschaft errang er mit dem Team Bronze. Dazu steuerte er in sieben Turnierspielen acht Scorerpunkte bei.

## Erfolge und Auszeichnungen
| - 2013 Teilnahme am CHL Top Prospects Game - 2014 J.-Ross-Robertson-Cup-Gewinn mit den Guelph Storm - 2014 Memorial Cup All-Star Team | - 2016 Calder-Cup-Gewinn mit den Lake Erie Monsters - 2017 Teilnahme am AHL All-Star Classic |

### International
- 2011 Goldmedaille bei der World U-17 Hockey Challenge
- 2011 Goldmedaille beim Ivan Hlinka Memorial Tournament
- 2012 Bronzemedaille bei der U18-Junioren-Weltmeisterschaft

## Karrierestatistik

### International
Vertrat Kanada bei:
- World U-17 Hockey Challenge 2011
- Ivan Hlinka Memorial Tournament 2011
- U18-Junioren-Weltmeisterschaft 2012
- U20-Junioren-Weltmeisterschaft 2014

(Legende zur Spielerstatistik: Sp oder GP = absolvierte Spiele; T oder G = erzielte Tore; V oder A = erzielte Assists; Pkt oder Pts = erzielte Scorerpunkte; SM oder PIM = erhaltene Strafminuten; +/− = Plus/Minus-Bilanz; PP = erzielte Überzahltore; SH = erzielte Unterzahltore; GW = erzielte Siegtore; 1 Play-downs/Relegation; Kursiv: Statistik nicht vollständig)